# فوز الدين البسومي
فوز الدين عبد الرزّاق البَسُّومي (1936- 1 فبراير 2014)، صحفي ومؤلف أردني ورائد أدب الرحلات في الأردن، ولد في الرملة في فلسطين. اشتهر في الصحافة الأردنية باسم «ابوالعبد»

## حياته
درس البسومي في الرملة حتى الصف الخامس الإبتدائي، وتعلم في مسجد المغاربة وحفظ القرآن الكريم، وخلال النكبة 1948، وهربا من الطائرات والدبابات الإسرائيلية، اضطرت اسرته إلى مغادرة مدينة الرملة، وقطعوا مسافة طويلة سيراً على الأقدام، حتى وصلوا إلى مدينة رام الله، ومنها توجهوا إلى عمان، وحصل البسومي على شهادة التوجيهي المصري، ثم أوفدته جامعة الدول العربية للدراسة في مركز “سرس الليان” التابع للأمم المتحدة في محافظة المنوفية بمصر، حيث حصل من هناك على شهادة الدبلوم في الصحافة والعمل الاجتماعي سنة 1960، عمل في الصحافة الأردنية مدة تزيد عن ستين عاما، تزوج من «شهرزاد زعيتر» وانجب منها: عبد الرزاق وعمار وعبير ومعتز، وتوفِّي في الأول من شباط العام 2014 في عمّان، ودُفن فيها.

## مسيرته المهنية
امتهن «ابوالعبد» في بداية حياته العملية بيع الصحف في عمّان، كما عمل في الصيدلية العربية الكبرى ثم في مستودع أدوية شقير والتقى هناك بزعماء حزب البعث في الأردن مثل عبدالله الريماوي وعبد الله نعواس وكمال ناصر والمحامي عبد الكريم خريس وغيرهم، فأوفده أمين شقير إلى المنتدى العربي، وقابل هناك الدكتور جورج حبش، الذي قرأ خاطرة له عن فلسطين وهو في سن الخامسة عشرة من عمره، فطلب حبش من عبد الله الريماوي قرائتها، فاعجب بها، وارسله إلى رجا العيسى، رئيس تحرير جريدة فلسطين، وإلى إبراهيم سكجها، في القدس، الذي نشر له مقالات في زاوية «سوانح» ثم اعترض أعضاء في هيئة التحرير على السماح لصبي يعمل في صيدلية أن يكتب مقالات، فانتقل إلى جريدة الجهاد، وقابل رئيس تحريرها سليم الشريف، الذي نشر له مقالاته في زاوية «أمس واليوم وغدا».
في العام 1954 نشر البسومي مقالته الأولى “رحلة الضياع” في "صحيفة فلسطين”، وعمل محرراً وكتبَ في "مجلة حول العالم” التي كان يُصدرها صبحي زيد الكيلاني (1956)، انتقل البسومي سنة 1959 للعمل مع عبد الحفيظ محمد في صحيفة “أخبار الأسبوع"، وأشرف على صفحة الاجتماعيات في «صحيفة المساء المقدسية» (1959-1961)، ثم عمل مع عرفات حجازي في "صحيفة عمّان المساء” (1963-1967). كما عمل محرراً في "صحيفة المنار” اليومية في عمّان خلال الفترة (1966- 1967). كان البسومي الموظف الأول في صحيفة الدستور اليومية التي صدر العدد “صفر” منها في عمّان يوم 27 آذار 1967، وقد بدأ البسومي عمله في «الدستور» بنشر زاوية اسماها حكاية، وأصبح مشرفا على محموعة من الصفحات التي ساهمت في نشر ابداعات الشباب وقضايا الناس منها: بريد القراء وعزيزي المحرر والخط الساخن) والذي ساهم في إخراج جيل جديد من المبدعين من الكتاب الصحفيين الشباب، وتولى في الدستور منصب سكرتارية التحرير منذ العام 1987وبقي يشغل هذا المنصب حتّى أحيل على التقاعد سنة 1997، ثم واظب على نشر مقالاته في الدستور منذ 2004 حتى يوم وفاته.
في العام 2005 تولى البسومي رئاسة التحرير في صحيفة “عين” للشباب، وسكرتارية التحرير في مجلة “طريق السلامة” التي تصدر عن الجمعية الأردنية للوقاية من حوادث الطرق منذ 1984 حتى وفاته.
التقى البسومي خلال عمله الصحفي بالعديد من زعماء العالم والمسؤولين والشخصيات منهم الزعيم جمال عبدالناصر وجواهر لال نهرو وجوزيف بروزيتو وأحمد سوكارنو والملك محمد الخامس وسون لاي رئيس وزراء الصين، ويعد أحد رواد الصحافة الأردنية، فقد أسهم عبر صحيفة الدستور طوال أربعين سنة في صقل مواهب العديد من الأدباء والصحفيين الأردنيين الذين يحتلون الآن مكانة مرموقة مثل مصطفى صالح وجلال الخوالدة، كما كان صحفيا مخضرما تخصص بكتابة الواقع بل امتاز بمؤلفاته التي تروي جميعها حكاياتٍ وقصصٍ واقعية، وكان فوز الدين البسومي عضوا في نقابة الصحافيين الأردنيين وعضوا في رابطة الكُتّاب الأردنيين.

## جوائز وأوسمة
مُنح البسومي وسام البابا بولص السادس أثناء زيارته للأردن سنة 1964، ووسام الصداقة من رئيس وزراء ألبانيا أنور خوجة سنة 1992، ووسام “الرفيق” من جمهورية ألمانيا الديمقراطية تقديراً على كتابه “الطريق إلى برلين”. كما نال جائزة جامعة الدول العربية عن كتابه “النحت في الذاكرة” سنة 2005.

## أعماله الأدبية
- “حكايات عن الأرض والإنسان”، قصص، دار الشبيبة، بيروت، 1971.[3][13]

- “الطريق إلى برلين”، أدب الرحلات، وزارة الثقافة الألمانية، برلين الشرقية، 1972.

- “من الرملة إلى الكرامة”، أدب الرحلات، دار الطليعة، بيروت، 1974.

- “الوطن أولاًوأخيراً”، أدب الرحلات، دار الفجر، بيروت، 1976.

- “تلك الأيام”، خواطر ومقالات أدبية، (د.ن)، عمّان، 1980.

- “أيام العزّ”، قصص، رابطة الكتّاب الأردنيين، عمّان، 1985.

- “النحت في الذاكرة”، شهادات وقصص، أمانة عمّان الكبرى، عمّان، 2005.

## وفاته
توفي في عمان في 1 فبراير 2014.